# Alekseyevka (ort i Xaçmaz)
Alekseyevka är en ort i Azerbajdzjan. Den ligger i distriktet Xaçmaz Rayonu, i den nordöstra delen av landet.